# Ruotsinsalmi
Ruotsinsalmi är även det finska namnet på Svensksund.
Ruotsinsalmi var en finländsk minutläggare som tjänstgjorde i den finska flottan mellan 1940 och 1974. 
Under konstruktionsperioden var fartyget känt som CV 759. 